# Provincia de Mejillones
La provincia de Mejillones es una provincia boliviana que se encuentra en el departamento de Oruro y tiene como capital provincial a La Rivera. Tiene una superficie de 785 km² y una población de 2076 habitantes (INE 2012).
La provincia fue creada por Ley de 21 de febrero de 1989 durante la presidencia de Víctor Paz Estenssoro. Desde 2017, Pedro Plata es el subgobernador de la provincia.

## Geografía
La provincia es una de las 16 provincias que componen el departamento de Oruro. Tiene una superficie de 785 km², lo que representa un 1,47 % de la superficie total del departamento. Está ubicada entre los 19°5′ de latitud sur y los 68°18′ de longitud oeste del meridiano de Greenwich. Limita al oeste, norte y este con la provincia de Sabaya y al sur con la República de Chile.

## Demografía
De acuerdo con el censo boliviano de 2024, la población de la provincia de Mejillones es de 3 528 habitantes.
La población de la provincia se ha más que cuadruplicado en las últimas tres décadas:
| Año  | Habitantes | Fuente |
| ---- | ---------- | ------ |
| 1992 | 751        | Censo  |
| 2001 | 1 130      | Censo  |
| 2012 | 2 076      | Censo  |
| 2024 | 3 528      | Censo  |

Según el censo de 1992 la provincia tenía 751 habitantes con una densidad de 0,95 hab/km².
Según el censo de 2001 la provincia tenía 1130 habitantes con una densidad de 1.43 hab/km².
En el último censo de realizado en 2012 se registraron 2076 habitantes con una densidad de 2,64 hab/km². El incremento poblacional fue del 83.71% entre ambos censos, equivalente a un cambio positivo de 5.48% anual en el período 2001-2012.
| Gráfica de evolución demográfica de la Provincia de Mejillones entre 1992 y 2012 |
|                                                                                  |
| Fuente: Instituto Nacional de Estadística de Bolivia                             |

## Municipios
La provincia de Mejillones está compuesta de 3 municipios, los cuales son:
- La Rivera
- Todos Santos
- Carangas